# Schleifmühle (Bindlach)
Schleifmühle (anhörenⓘ) ist ein Gemeindeteil der Gemeinde Bindlach im Landkreis Bayreuth (Oberfranken, Bayern). Schleifmühle liegt in der Gemarkung Bindlach.

## Geografie
Die ehemalige Einöde ist mittlerweile als Haus Nr. 5 und 7 der Bindlacher Ortsstraße Schleifmühlweg aufgegangen. Diese liegt am Furtbach, einem rechten Zufluss der Trebgast.

## Geschichte
Schleifmühle gehörte zur Realgemeinde Bindlach. Gegen Ende des 18. Jahrhunderts bestand Schleifmühle aus einem Anwesen. Die Hochgerichtsbarkeit stand dem bayreuthischen Stadtvogteiamt Bayreuth zu. Das Hofkastenamt Bayreuth war Grundherr der Mühle.
Von 1797 bis 1810 unterstand der Ort dem Justiz- und Kammeramt Bayreuth. Mit dem Gemeindeedikt wurde Schleifmühle dem 1812 gebildeten Steuerdistrikt Bindlach und der zugleich gebildeten Ruralgemeinde Bindlach zugewiesen.

### Einwohnerentwicklung
| Jahr      | 001819 | 001822 | 001861 | 001871 | 001885 | 001900 | 001925 | 001950 | 001961 | 001970 | 001987 |
| Einwohner | *      | 5      | 4      | 8      | 6      | 8      | 7      | 12     | 7      | 6      | 2      |
| Häuser    |        | 1      |        |        | 1      | 2      | 1      | 1      | 1      |        | 1      |
| Quelle    | [ 9 ]  | [ 6 ]  | [ 10 ] | [ 11 ] | [ 12 ] | [ 13 ] | [ 14 ] | [ 15 ] | [ 16 ] | [ 17 ] | [ 1 ]  |

## Religion
Schleifmühle ist evangelisch-lutherisch geprägt und nach St. Bartholomäus (Bindlach) gepfarrt.